# Herman Steiner
Herman Steiner (15. dubna 1905, Dunajská Streda – 25. listopadu 1955, Los Angeles) byl americký šachista, šachový organizátor a publicista. V roce 1948 vyhrál americký šachový šampionát a v roce 1950 obdržel titul mezinárodního mistra (IM). Podporoval rozvoj šachu v USA, zejména na západním pobřeží. Byl příkladem šachové školy romantismu a byl tak nástupcem americké šachové tradice Paula Morphyho, Harryho Nelsona Pillsburyho či Franka Marshalla.

## Život
Herman Steiner se narodil dne 15. dubna v rakousko-uherském městě Dunaszerdahely (nyní Dunajská Streda). Již v mládí přišel do New Yorku. Díky zkušenostem, které získal v New Yorku rychle rozvinul své šachové dovednosti a v roce 1929 se v Buffalu dělil o první místo (s Jacobem Bernsteinem) na mistrovství státu New York.
V roce 1932 se Steiner usadil v Los Angeles a týž rok se stal šachovým redaktorem Los Angeles Times – šachovou rubriku novin psal až do své smrti. Založil Steiner Chess Club, později nazývaný Hollywood Chess Group, se sídlem vedle Steinerova bydliště. Hollywood Chess Group navštívilo mnoho filmových hvězd, včetně Humphreyho Bogarta, Laurena Bacalla, Charlese Boyera či Josého Ferrera.
Steiner sehrál tři zápasy proti Reubenovi Fine, jednomu z nejlepších hráčů tehdejší doby. Fine vyhrál všechny tři zápasy: 5½ – 4½ New York 1932, 3½ – ½ Washington DC 1944 a 5–1 Los Angeles 1947.
Jedním z největších úspěchů Hermana Steinera bylo vítězství na turnaji London Victory Invitational v roce 1946, což byl první významný turnaj po skončení druhé světové války v Evropě. V roce 1946 vyzval Arnolda Denkera k zápasu o šachový šampionát Spojených států, ale prohrál 6–4. V roce 1948 pak vyhrál šachový šampionát Spojených států v South Fallsburgu v New Yorku před Isaacem Kashdanem.
Celkem 4krát se zúčastnil a šachové olympiády: v Haagu 1928, Hamburku 1930, Praze 1931 a Dubrovníku 1950. Jako úřadující americký šampión byl kapitánem týmu na olympiádě v Dubrovníku.
V rozhlasovém zápase USA–SSSR z roku 1945 byl Steiner jediným hráčem v USA, který dosáhl kladného skóre. Ačkoli americký tým sestávající z mj. Reubena Fine, Samuela Reshevského, Arnolda Denkera a Isaaca Kashdana prohrál významným způsobem, Steiner proti Igorovi Bondarevskému skóroval 1½ – ½.